# Cha-po-lo
Cha-po-lo   (540 - Turkic Khaganate, 587) fou kakhan dels turcs i kan dels turcs orientals. Va succeir a Amrak, l'efímer successor de T'o-po el 581.
Entre el 581 i el 582 el yabghu dels turcs occidentals, Tardu, va trencar amb el kakhan oriental i va agafar el títol de kakhan, encoratjat per Xina. Els yen-lu i els ta-lo-pien de Mongòlia se li van oposar i va haver de fer front a l'atac de Tardu per l'oest i pels khitan del Leao-si a l'est. Llavors Xina, que havia instigat a Tardu, per evitar que aquest refés la unitat dels turcs al seu favor, va ajudar a Ta-po-lo que va poder rebutjar els atacs. El 587 el va succeir el seu germà Mu-ho-tua.